# Manolom Phomsouvanh
Manolom Phomsouvanh (26 settembre 1992) è un ex calciatore laotiano, di ruolo centrocampista.

## Carriera

### Club
Ha esordito nel 2010 con la maglia dell'Ezra, squadra del campionato laotiano. Nel 2011 viene ceduto al Nong Khai, squadra della Regional League Division 2, la terza divisione thailandese.

### Nazionale
Insieme con il compagno di squadra Soukaphone Vongchiengkham, ha conquistato il posto da titolare in nazionale nel 2011, dopo un 2010 (anno dell'esordio) trascorso da riserva. Si è messo in luce per la doppietta segnata su punizione contro la Cambogia il 29 giugno 2011, nella sfida valevole per le qualificazioni al Mondiale del 2014.